# آلکرتون
آلکرتون (به انگلیسی: Alkerton) یک روستا در بریتانیا است که در شنینگتون با آلکرتون واقع شده‌است.